# Балестрате
Балестра̀те (на италиански: Balestrate; на сицилиански: Sicciara, Сичара) е пристанищно градче и община в Южна Италия, провинция Палермо, автономен регион и остров Сицилия. Разположено е на брега на Тиренско море. Населението на общината е 6598 души (към 2010 г.).